# União da Rússia e Bielorrússia

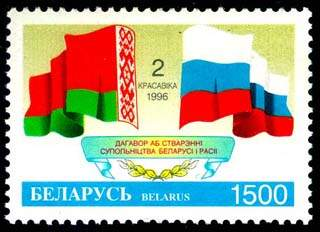
Selo bielorrusso de 1996 em comemoração à criação da união

A União da Rússia e Bielorrússia (em bielorrusso: Саюзная дзяржава, Sajuznaja dziaržava; em russo: Союзное государство, Soyuznoye gosudarstvo) é uma entidade supranacional que compreende à Federação Russa e Bielorrússia, formada pela proposta do presidente bielorrusso Aleksandr Lukashenko.

## História
Foi criada em 2 de abril de 1996 com o nome de Comunidade da Rússia e Bielorrússia e posteriormente seu nome mudou para a forma atual, em 3 de abril de 1997.
A união se fortaleceu em 25 de dezembro de 1998, graças a união de vários acordos que pretendiam favorecer uma maior integração política, econômica e social.
O tratado para a formação de uma União de Estados firmou-se em 8 de dezembro de 1999. Em 1999, a então República Federal da Iugoslávia uniu-se à organização em qualidade de membro observador.
A intenção era estabelecer uma união nos moldes de coesão da extinta URSS. A proposta final foi ratificada pelo parlamento russo em 22 de dezembro de 1999 e pelo parlamento bielorrusso em 26 de janeiro de 2000. A entidade persiste até hoje, e há projetos de expansão para integrar outras ex-repúblicas soviéticas. A Moldávia anunciou em 2001 o desígno de se integrar à União, seguida pela Transnístria em 2006.